# كلير إليزابيث باركر
كلير إليزابيث باركر (بالإنجليزية: Claire Elizabeth Parker)‏ هي عارضة أسترالية، ولدت في 30 يونيو 1991م في سيدني في أستراليا.
1. ↑  Univision. "Otra reina de belleza se queda sin corona". Univision (بالإسبانية). Retrieved 2022-12-08.